# WAKO Deutschland
Dem Bundesfachverband für Kickboxen (WAKO Deutschland) e.V. sind 15 Landesverbände angeschlossen und über diese etwa 350 Mitgliedsvereine und -studios mit rund 30.000 Mitgliedern in der Bundesrepublik Deutschland.
Der gemeinnützige Verband ist Mitglied in der World Association of Kickboxing Organizations sowie im Institut für Angewandte Trainingswissenschaft (IAT).

## Geschichte

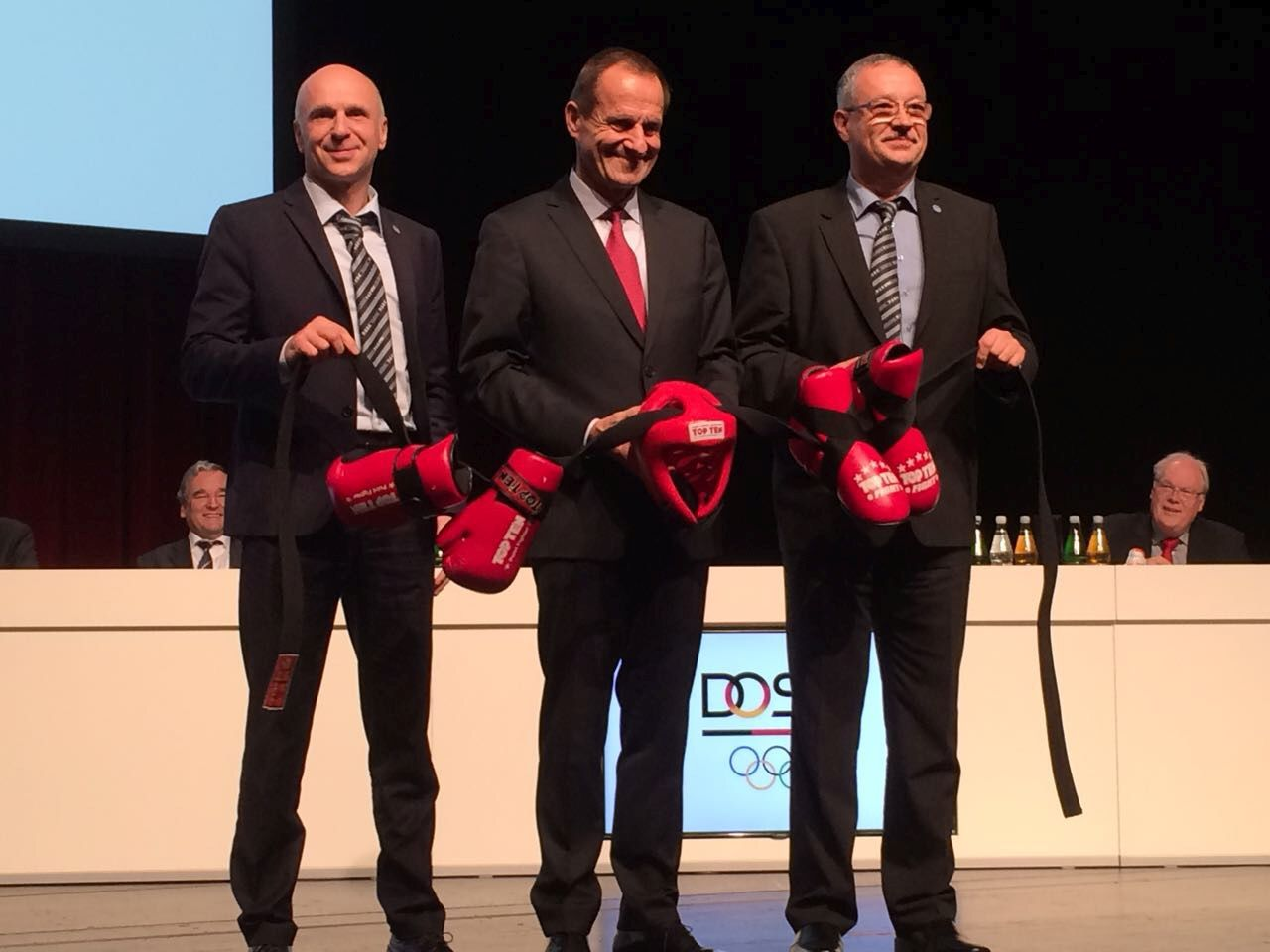
Am 2. Dezember 2017 wird die WAKO Deutschland auf der Mitgliederversammlung in Koblenz als 101. Mitglied im DOSB (Deutscher Olympischer Sportbund) aufgenommen. Als Dank überreichte WAKO-Präsident Jürgen Schorn (links) im Beisein von WAKO-Vizepräsident Rudi Brunnbauer (rechts) DOSB-Präsident Alfons Hörmann (Mitte) die Ausrüstung von Leonard Ademaj, mit der dieser noch zwei Monate zuvor Weltmeister wurde. Dieses Geschenk fand einen Platz im Sportmuseum in Frankfurt.

1977 gründeten Georg F. Brückner und Gustav Baaden in Berlin gemeinsam mit Jochen Böckmann, Peter Blankenburg, Gerd Lemmens und Mike Anderson die WAKO Germany / Deutscher Kickboxverband. Nach finanziellen Problemen musste der damals gegründete Verband im Jahr 1997 Konkurs anmelden. Um das Kickboxen in Deutschland nicht untergehen zu lassen, trafen sich am 5. Juli 1997 einige Kickboxbegeisterte, die dies verhindern wollten und gründeten die WAKO Deutschland e.V. Man bot nach der Gründung allen Kickboxvereinen an, sich der WAKO Deutschland anzuschließen.
Nach erneuten Problemen fanden 1999 Neuwahlen statt.
Letztendlich war es Peter Zaar (Nordrhein-Westfalen), der sich dazu durchringen konnte, als Präsident die Führung des Verbandes zu übernehmen und das Schiff wieder auf Kurs zu bringen.
Ihm standen Michael Wübke (Hamburg) als Vizepräsident und Werner Soßna (Bayern), ebenfalls als Vizepräsident sowie Geschäftsführer, zur Seite.
Im Jahr 2015 wurde ein neues Präsidium mit Jürgen Schorn (Präsident), Andreas Riem (Vizepräsident) sowie Rudi Brunnbauer (Vizepräsident) gewählt. Dieses Präsidium machte es sich zur Hauptaufgabe, die Aufnahme in den Deutschen Olympischen Sportbund zu realisieren.
Anfang Dezember 2017 war es dann auf der Mitgliederversammlung in Koblenz so weit, die WAKO Deutschland wurde vom Deutschen Olympischen Sportbund als 101. Mitglied aufgenommen. Alfons Hörmann (Präsident DOSB) verkündete die einstimmige Aufnahme der WAKO Deutschland in den DOSB. Somit gelang dem Präsidium um Jürgen Schorn das, wovon alle Kickboxer von Beginn an geträumt haben. Kickboxen war von diesem Zeitpunkt an offiziell anerkannte Sportart in Deutschland. Dieser Schritt war ein Meilenstein für alle Kickboxer in Deutschland.

## Disziplinen
Folgende Disziplinen werden vom Bundesfachverband für Kickboxen angeboten.
- Freestyle Formen
- Point Fighting
- Leichtkontakt
- Kick Light
- Vollkontakt
- Low Kick
- K-1

## Turniere

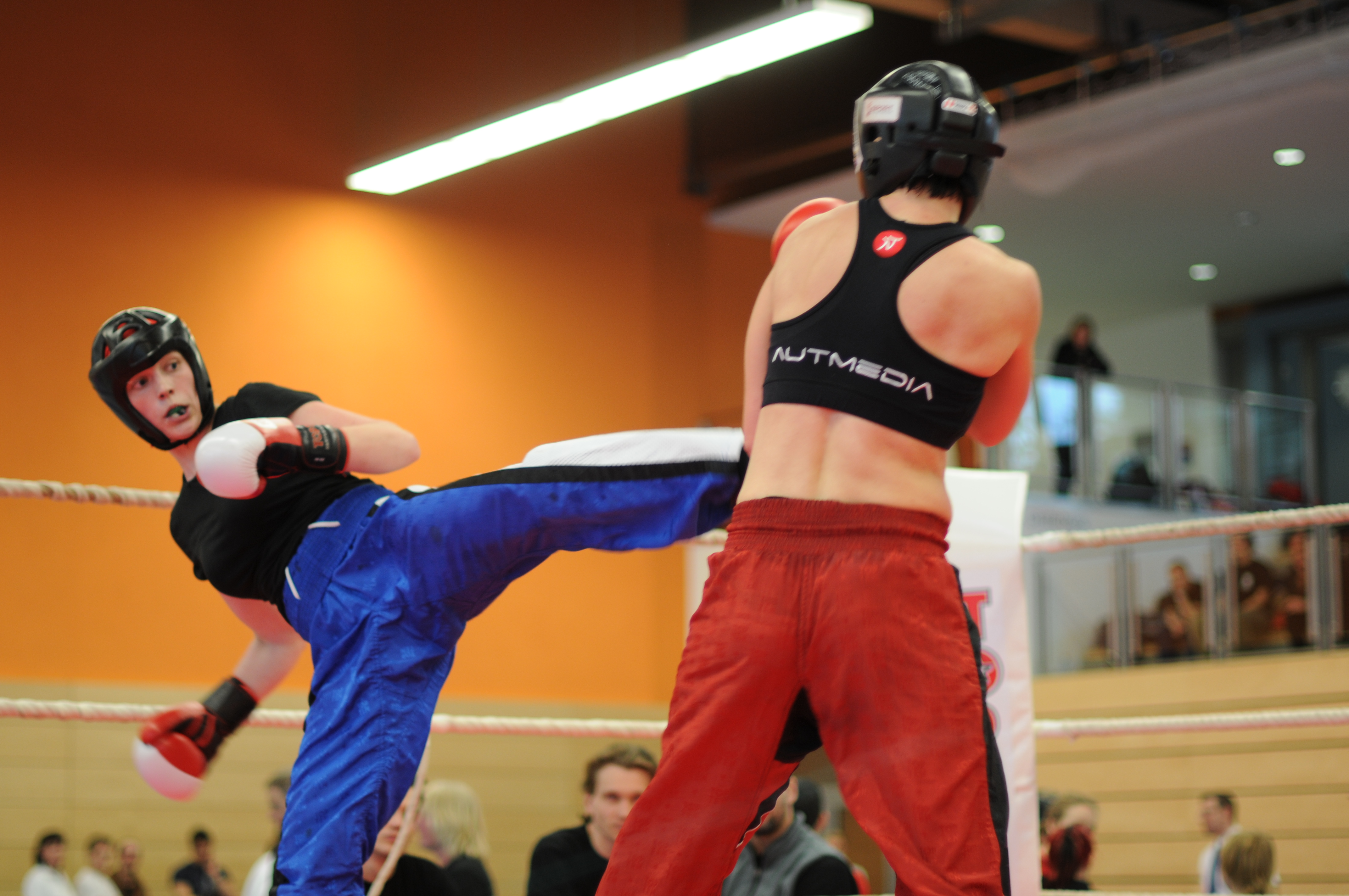
Nicole Trimmel bei der German Open 2010 in Eberswalde

Folgende Turniere werden von der WAKO Deutschland jährlich veranstaltet:
- German Open (Internationale Deutsche Meisterschaft)
- Deutsche Meisterschaft
- Deutschlandpokal / Georg-F.-Brückner-Gedächtnisturnier

Für die Teilnahme an der deutschen Meisterschaft qualifizieren sich die erfolgreichsten Kämpfer der einzelnen Bundesländer über ihre Landesmeisterschaften.

## Erfolge
Internationale WAKO-Meistertitel von Athleten der WAKO Deutschland.

### Weltmeister

#### Vollkontakt
| Jahr | Austragungsort     | Land               | Weltmeister         | Gewichtsklasse |
| ---- | ------------------ | ------------------ | ------------------- | -------------- |
| 1978 | Berlin             | Deutschland        | Peter Harbrecht     | bis 74 kg      |
| 1979 | Tampa              | Vereinigte Staaten | Ali Pehlivan        | bis 57 kg      |
| 1979 | Tampa              | Vereinigte Staaten | Ferdinand Mack      | bis 69 kg      |
| 1983 | London             | England            | Heinz Klupp         | bis 67 kg      |
| 1983 | London             | England            | Ferdinand Mack      | bis 71 kg      |
| 1983 | London             | England            | Neidhard Heiderhoff | bis 80 kg      |
| 1983 | London             | England            | Martin Roetzer      | bis 91 kg      |
| 1985 | London             | England            | Gabriel Damm        | bis 54 kg      |
| 1985 | London             | England            | Michael Kuhr        | bis 60 kg      |
| 1985 | London             | England            | Bodo Daniel         | bis 71 kg      |
| 1985 | London             | England            | Ferdinand Mack      | bis 75 kg      |
| 1985 | London             | England            | Alois Hofmann       | bis 91 kg      |
| 1985 | London             | England            | Martin Roetzer      | plus 91 kg     |
| 1987 | München            | Deutschland        | Peter Hiereth       | bis 54 kg      |
| 1987 | München            | Deutschland        | Mario Dimitroff     | bis 67 kg      |
| 1987 | München            | Deutschland        | Ferdinand Mack      | bis 75 kg      |
| 1989 | Mestre             | Italien            | Ralf Kunzler        | bis 75 kg      |
| 1991 | Paris              | Frankreich         | Klemens Willner     | bis 67 kg      |
| 1991 | Paris              | Frankreich         | Rene Hübsch         | bis 91 kg      |
| 1993 | Budapest           | Ungarn             | Frank Schmitt       | bis 75 kg      |
| 1995 | Kiew               | Ukraine            | Jeanette Witte      | bis 65 kg      |
| 2003 | Paris              | Frankreich         | Muamer Hukic        | bis 86 kg      |
| 2005 | Szeged             | Ungarn             | Fatma Akyüz         | bis 52 kg      |
| 2009 | Lignano Sabbiadoro | Italien            | Julia Irmen         | bis 65 kg      |
| 2011 | Dublin             | Irland             | Eugen Waigel        | bis 91 kg      |
| 2011 | Dublin             | Irland             | Anja Renfordt       | über 70 kg     |
| 2013 | Antalya            | Türkei             | Jessica Heymann     | bis 56 kg      |
| 2013 | Antalya            | Türkei             | Eugen Waigel        | bis 91 kg      |
| 2015 | Dublin             | Irland             | Johannes Wolf       | bis 57 kg      |
| 2015 | Dublin             | Irland             | Kian Golpira        | bis 63,5 kg    |
| 2017 | Budapest           | Ungarn             | Johannes Wolf       | bis 57 kg      |
| 2017 | Budapest           | Ungarn             | Julia Irmen         | bis 65 kg      |

#### Leichtkontakt
| Jahr | Austragungsort             | Land               | Weltmeister          | Gewichtsklasse               |
| ---- | -------------------------- | ------------------ | -------------------- | ---------------------------- |
| 1989 | Mestre                     | Italien            | Sabrina Englert      | bis 55 kg                    |
| 1989 | Mestre                     | Italien            | Heinz Bresser        | bis 74 kg                    |
| 1993 | Atlantic City (New Jersey) | Vereinigte Staaten | Jorge Coelho         | bis 63 kg                    |
| 1993 | Atlantic City (New Jersey) | Vereinigte Staaten | Birgit Sasse         | bis 65 kg                    |
| 1993 | Atlantic City (New Jersey) | Vereinigte Staaten | Jean Marc Coumba     | bis 89 kg                    |
| 1999 | Caorle                     | Italien            | Martin Albers        | bis 84 kg                    |
| 2001 | Maribor                    | Slowenien          | Birgit Sasse         | bis 70 kg                    |
| 2001 | Maribor                    | Slowenien          | Dirk Kindl           | bis 89 kg                    |
| 2001 | Maribor                    | Slowenien          | Marc Frantzen        | bis 94 kg                    |
| 2003 | Paris                      | Frankreich         | Jorge Coelho         | bis 63 kg                    |
| 2005 | Szeged                     | Ungarn             | Michael Reinbold     | bis 89 kg                    |
| 2005 | Szeged                     | Ungarn             | Christian Schulz     | bis 94 kg                    |
| 2007 | Belgrad                    | Serbien            | Giovanni Nurchi      | bis 94 kg                    |
| 2009 | Villach                    | Österreich         | Julia Irmen          | bis 60 kg                    |
| 2009 | Villach                    | Österreich         | Frank Feuer          | bis 89 kg (Veteranen)        |
| 2011 | Skopje                     | Mazedonien         | Achmed Nabo          | bis 69 kg                    |
| 2013 | Antalya                    | Türkei             | Fabian Fingerhut     | bis 89 kg                    |
| 2015 | Dublin                     | Irland             | Christina Panse      | bis 55 kg (Veteranen)        |
| 2015 | Dublin                     | Irland             | Steven Glover        | über 94 kg (Veteranen)       |
| 2017 | Budapest                   | Ungarn             | Alexandra Latocha    | bis 55 kg (Master Division)  |
| 2017 | Budapest                   | Ungarn             | Dominique Pieczinski | über 65 kg (Master Division) |

#### Point Fighting
| Jahr | Austragungsort             | Land               | Weltmeister        | Gewichtsklasse              |
| ---- | -------------------------- | ------------------ | ------------------ | --------------------------- |
| 1979 | Florida                    | Vereinigte Staaten | Andreas Lindemann  | bis 63 kg                   |
| 1979 | Florida                    | Vereinigte Staaten | Andreas Branasch   | bis 69 kg                   |
| 1979 | Florida                    | Vereinigte Staaten | Harald Edel        | bis 84 kg                   |
| 1981 | Mailand                    | Italien            | Rainer Knell       | bis 57 kg                   |
| 1981 | Mailand                    | Italien            | Ulf Schmidt        | bis 63 kg                   |
| 1981 | Mailand                    | Italien            | Fritz Bißot        | bis 69 kg                   |
| 1981 | Mailand                    | Italien            | Heinz Gerd Hinz    | bis 74 kg                   |
| 1981 | Mailand                    | Italien            | Harald Edel        | bis 84 kg                   |
| 1983 | London                     | England            | Ludger Dietze      | bis 79 kg                   |
| 1985 | London                     | England            | Christine Ganzmann | bis 50 kg                   |
| 1985 | London                     | England            | Gerda Mack         | bis 55 kg                   |
| 1985 | London                     | England            | Reiner Walter      | bis 69 kg                   |
| 1987 | München                    | Deutschland        | Angela Schmid      | bis 55 kg                   |
| 1987 | München                    | Deutschland        | Oliver Drexler     | bis 57 kg                   |
| 1987 | München                    | Deutschland        | Robert Ulbrich     | bis 69 kg                   |
| 1991 | London                     | England            | Karin Schiller     | bis 50 kg                   |
| 1991 | London                     | England            | Martin Kilgus      | bis 63 kg                   |
| 1993 | Atlantic City (New Jersey) | Vereinigte Staaten | Oliver Drexler     | bis 57 kg                   |
| 1993 | Atlantic City (New Jersey) | Vereinigte Staaten | Ralf Kunzler       | bis 79 kg                   |
| 1995 | Stuttgart                  | Deutschland        | Miriam Diller      | bis 60 kg                   |
| 1995 | Stuttgart                  | Deutschland        | Martin Kilgus      | bis 63 kg                   |
| 1995 | Stuttgart                  | Deutschland        | Thomas Pfaffl      | bis 69 kg                   |
| 1997 | Danzig                     | Polen              | Martin Kilgus      | bis 63 kg                   |
| 1997 | Danzig                     | Polen              | Gerlinde Melch     | über 65 kg                  |
| 2001 | Maribor                    | Slowenien          | Daniel Weil        | bis 79 kg                   |
| 2007 | Lissabon                   | Portugal           | Melanie Moder      | bis 65 kg                   |
| 2009 | Lignano Sabbiadoro         | Italien            | Andreas Riem       | bis 84 kg (Veteranen)       |
| 2011 | Dublin                     | Irland             | Frank Feuer        | bis 94 kg (Veteranen)       |
| 2013 | Antalya                    | Türkei             | Andreas Riem       | bis 84 kg (Veteranen)       |
| 2017 | Budapest                   | Ungarn             | Leonard Ademaj     | bis 84 kg (Master Division) |

#### Musikformen
| Jahr | Austragungsort     | Land        | Weltmeister     | Kategorie        |
| ---- | ------------------ | ----------- | --------------- | ---------------- |
| 1995 | Stuttgart          | Deutschland | Antony Spatola  | Softstyle        |
| 1997 | Danzig             | Polen       | Antony Spatola  | Softstyle Waffen |
| 2001 | Maribor            | Slowenien   | Sandra Hess     | Hardstyle        |
| 2001 | Maribor            | Slowenien   | Christian Brell | Hardstyle Waffen |
| 2005 |                    | Marokko     | Michael Möller  | Softstyle        |
| 2009 | Lignano Sabbiadoro | Italien     | Denis Morgan    | Softstyle        |

## Landesverbände
Der WAKO Deutschland e.V. sind 15 Landesverbände angeschlossen. Von den angeschlossenen Landesverbänden sind Hessen, Berlin, Brandenburg, Sachsen, Hamburg, Niedersachsen, Bayern, Schleswig-Holstein, das Saarland und Nordrhein-Westfalen vom jeweiligen Landessportbund anerkannt.

## Bekannte Sportler
- Marco Huck
- Julia Irmen
- Michael Kuhr
- Ferdinand Mack
- Nicole Mercedes Müller
- Anja Renfordt

## Ehemalige Präsidenten
- Jürgen Schorn (2015–2021)
- Peter Zaar (1999–2015)
- Ludger Dietze (–1999)
- Jochen Böckmann

## Ehrenpräsidenten
- Rudi Brunnbauer
- Ludger Dietze
- Jürgen Schorn
- Peter Zaar